# Dzsunnin japán császár
Dzsunnin japán császár (淳仁天皇; Hepburn: Junnin-tennō) Japán 47. császára a hagyományos öröklési rend szerint. Toneri herceg hetedik fia, és Temmu császár unokája, uralkodása 758-tól 764-ig tartott.

## Általános tudnivalók
Trónra kerülése előtt a neve (imina) Ōi-shinnō (Ōi-no-ō) volt. Ő volt a hetedik fia Toneri hercegnek, aki Temmu császár fia volt. Habár hároméves korában apja elhunyt, nem adatott neki semmilyen udvari tisztség vagy cím. A régebbi japán dokumentumokban gyakran Haiteiként (廃帝), azaz trónra nem került uralkodóként is megemlítik. A halála utáni „Dzsunnin császár” nevet Meidzsi császár adta neki ezer évvel később.

## Trónra kerülése és uralkodása
757-ben Kóken császárnő, a harmad-unokatestvére jelölte ki őt koronahercegnek Funado herceg helyett, akit Sómu császár akarata szerint jelöltek ki a helyére. Kóken-tennó uralkodásának a tizedik évében (称徳天皇十年), 758. december 7-én (Tenpjó-sóhó 2, 8. hó 1. napján) a császárnő lemondott a trónról, és az öröklés (szenszo) továbbszállt örökbefogadott fiára. Azt mondják, nem sokkal ezután Dzsinmu császár lépett a trónra (szokui). 760-ban (Tenpjó-hódzsi 4-ben) új érmék kerültek forgalomba; a Mannen Ten-hó szavakat hordozó réz-, a Teihei Genhó szavakat hordozó ezüst- és a Kaiki sóhó szavakat hordozó aranyérmék.
Dzsunnin uralkodásának éveit (758–765) magában foglalja egy korszaknév,vagy nengó. Tenpjó-hódzsi Dzsunninnek látszólagosan kevés hatalma volt, és inkább névleges uralkodó volt. 764-ben, hat évvel Kóken császárnő lemondása után, az egykori császárnő visszakövetelte a trónt a Fudzsivara no Nakamaro-lázadás idején, Dzsunnint lemondásra kényszerítve.

## Halála és mauzóleuma
765. november 10-én (Tenpjó-dzsingo 1, 10. hónap 23. napján) az egykori császár száműzetésben hunyt el. Dzsunnin sírjának a helyszíne ismeretlen, és hagyományosan egy avadzsi (egykor saját prefektúrának számított, de ma már beleolvadt Hjógo prefekturába) sintó szentély emlékműben (miszaszagi) adnak neki tiszteletet. A Császári Udvartartási Ügynökség ezt a helyet tartja számon Dzsunnin mauzóleumaként; hivatalosan Avadzsi no miszaszaginak hívják.
Habár Dzsunnin gyakorlatilag császár volt, a tizenkilencedik század végéig nem volt felsorolva a japán császárok listáján. 1870-ben Meidzsi császár felruházta a halála utáni nevével és címével, amiről Dzsunnin császár ismert. A helyét a hagyományos öröklődésben körülbelül egy időben ismerték el a Kóbun és Csukjo császárról kinyilvánított  közleményekkel.

## Kugjó
A kugjó összefoglaló név, amelyet arra a néhány legnagyobb hatalmú férfira értenek, akik a japán császári udvar tagjai voltak a Meidzsi előtti korszakokban. Általánosságba véve ebbe az elit csoportba három vagy négy férfi tartozott akkoriban, ők voltak azok az örökös udvaroncok, akiknek a tapasztalataik és a hátterük az életpályájuk csúcsához vezette volna őket. Dzsunnin uralkodása alatt ebbe a Daidzsó-kanból származó csoportba az alábbiak tartoztak:
- Taisi, Fudzsivara Osikacu, Emi no Osikacuként is ismert (恵美押勝, hivatalosan Fudzsivara no Nakamaro 藤原仲麻呂);
- Tajhó, Fudzsivara Osikacu;
- Daidzsó-daidzsin, Fudzsivara Osikacu;
- Szadaidzsin, Fudzsivara no Tojonari (藤原豊成);
- Udaidzsin, Fudzsivara no Tojonari (藤原豊成);
- Naidaidzsin (nem nevezték ki);
- Dainagon.

## Hitvesei és gyermekei
- Avata no Morone (粟田諸姉), Fudzsivara no Majori özvegye, Fudzsivara no Nakamaro elsőszülött fia
- Ismeretlen nő
- Jamao hercegnő (山於女王), Isze szentélyben Szaió 758-765

## Fordítás
- Ez a szócikk részben vagy egészben  az   Emperor Junnin című angol Wikipédia-szócikk fordításán alapul.  Az eredeti cikk szerkesztőit annak laptörténete sorolja fel. Ez a jelzés csupán a megfogalmazás eredetét és a szerzői jogokat jelzi, nem szolgál a cikkben szereplő információk forrásmegjelöléseként.